# Michela Schiff Giorgini
 (juin 2025).
Michela Schiff Giorgini (30 octobre 1923 - 3 juillet 1978) est une égyptologue et archéologue italienne.

## Biographie
Michela Belmonte est la sœur cadette de l'actrice María Denis.
Une fondation Michela Schiff Giorgini a été créée en 1984 en souvenir de Michela Giorgini qui a consacré l’essentiel de sa carrière à la recherche archéologique, principalement au Soudan, et a toujours cherché à promouvoir l’égyptologie comme une science à caractère pluridisciplinaire.

### Carrière cinématographique
Elle a une courte carrière dans le cinéma entre 1942 et 1943. Elle joue à cet égard dans le film de Roberto Rossellini Un pilota ritorna, où elle attire l'attention. Elle joue aussi Dans I tre aquilotti de Mario Mattoli et dans Il nostro prossimo d'Antonio Rossi. Elle côtoie pendant cette brève période des grands noms du théâtre comme Antonio Gandusio, Rina Morelli et Paolo Stoppa.
Après ces trois films, elle arrête sa carrière, et se consacre à l'archéologie.

### Recherche archéologique
De 1957 à 1977, elle a conduit pour le compte de l’université de Pise les fouilles du temple d'Amon à Soleb en Nubie.

## Publications
- Soleb, tome 1 : 1813- 1963. Mission Michela Schiff Giorgini, édité par Sansoni, 1965
- Soleb, tome 4 : Le temple - Plans et photographies, IFAO, 2004,  (ISBN 2-7247-0347-2)
- Soleb, tome 5 : Le temple - Bas-reliefs et Inscriptions, IFAO, 2006,  (ISBN 2-7247-0223-9)

## Filmographie
- 1942 : 
  - Un pilote revient (titre original : italien : Un pilota ritorna)
  - I tre aquilotti
- 1943 :
  - Il nostro prossimo

## Hommages

### France
- Chevalier de l'ordre national du Mérite.
- Chevalier de la Légion d'honneur.

### Soudan
- Médaille d'or de la Science et de la Culture de la République du Soudan.
- Doctorat Honoris causa.

### Italie
- Commandeur du Mérite.
- Médaille d'or du Mérite des Arts et Lettres de l'université de Pise.